# Кастро (дем Орхоменос)
 Тази статия е за селото в Беотия.  За селото в Егейска Македония вижте Кастро (дем Гревена).  
Кастро (на гръцки: Κάστρο) е голямо село в Беотия, Централна Гърция. До 1953 г. селото се казва Тополия (на гръцки: Τοπόλια) заедно с едноименното езеро до него.
До селото се намират руините на микенската цитадела Гла. До Кастро се е намирал древният беотийски град Копаис, който е дал името си на езерото Копаида.
Кастро заедно със съседното му село Стровики (Стровици или Островици) е самостоятелен дем между 1912 и 1998 г. 